# Clubiona subrostrata
Espèce
Clubiona subrostrata est une espèce d'araignées aranéomorphes de la famille des Clubionidae.

## Distribution
Cette espèce est endémique du Fujian en Chine,.

## Publication originale
- Zhang & Hu, 1991 : Three new species of the spiders of the genus Clubiona from China (Araneae: Clubionidae). Acta Zootaxonomica Sinica, vol. 16, p. 417-423.